# Campsicnemus rectus
Campsicnemus rectus är en tvåvingeart som beskrevs av Malloch 1932. Campsicnemus rectus ingår i släktet Campsicnemus och familjen styltflugor. Inga underarter finns listade i Catalogue of Life.